# Janów (gmina w guberni suwalskiej)
Janów – dawna gmina wiejska istniejąca na przełomie XIX i XX wieku w guberni suwalskiej. Siedzibą władz gminy był Janów (lit. Jonai).
Za Królestwa Polskiego gmina Janów należała do powiatu kalwaryjskiego w guberni suwalskiej. 19 maja?/31 maja 1870 do gminy przyłączono kilka wsi z gminy Ludwinów.
Po odzyskaniu niepodległości przez Polskę i Litwę powiat kalwaryjski na podstawie umowy suwalskiej wszedł 10 października 1920 w skład Litwy.